# A4 (Zwitserland)

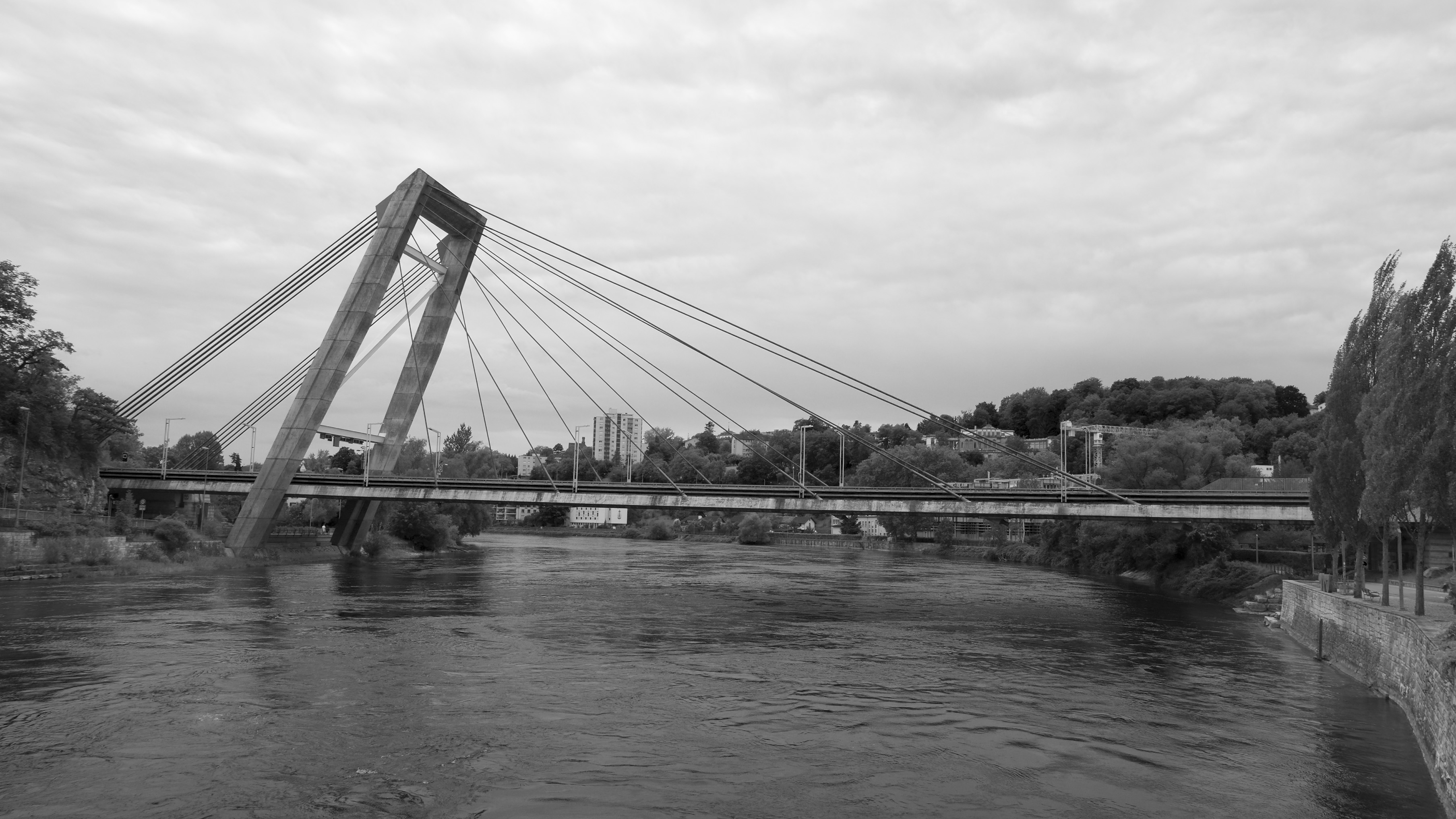
Brug van de A4 over de Rijn bij Schaffhausen

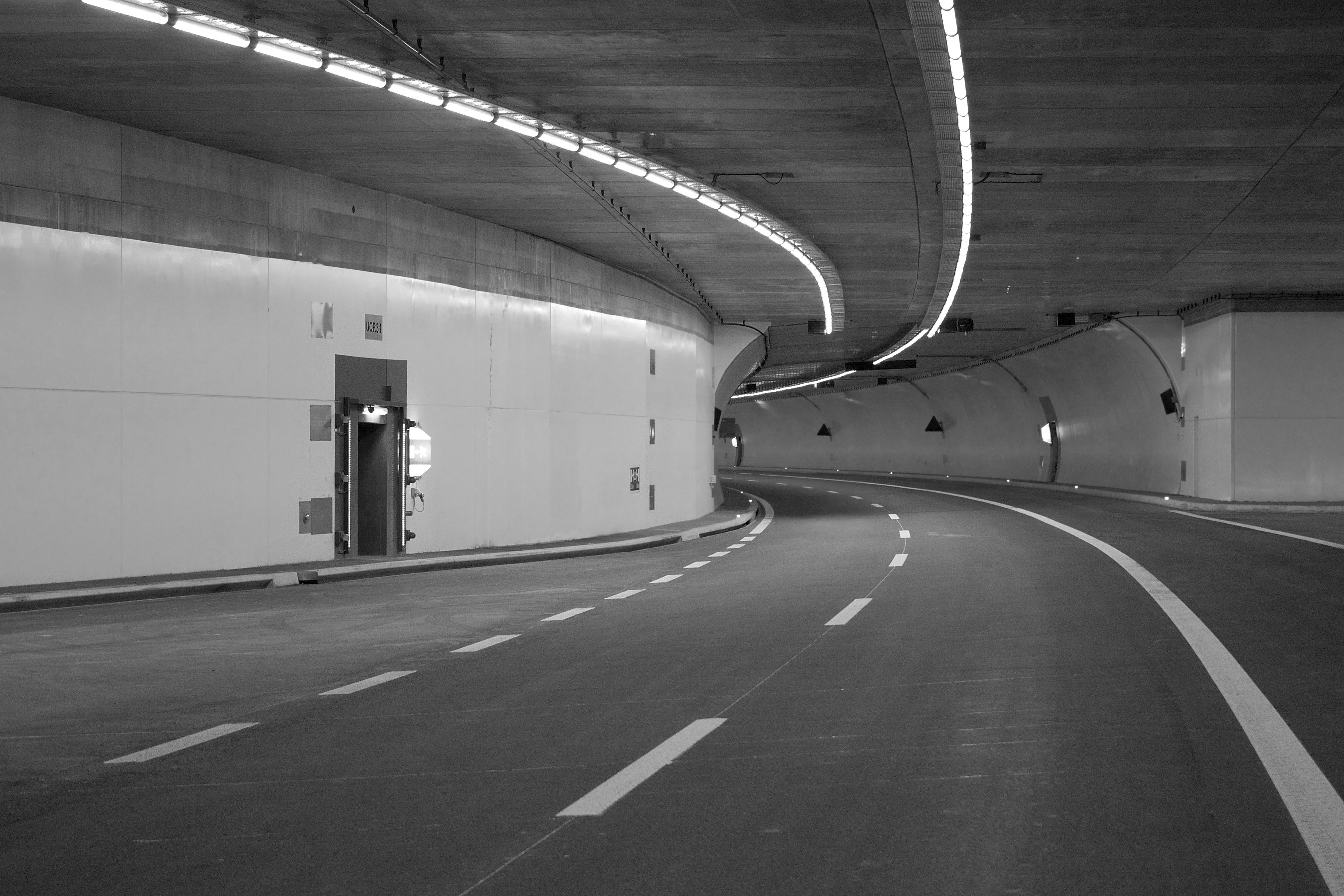
De Islisbergtunnel ten zuidwesten van Zürich

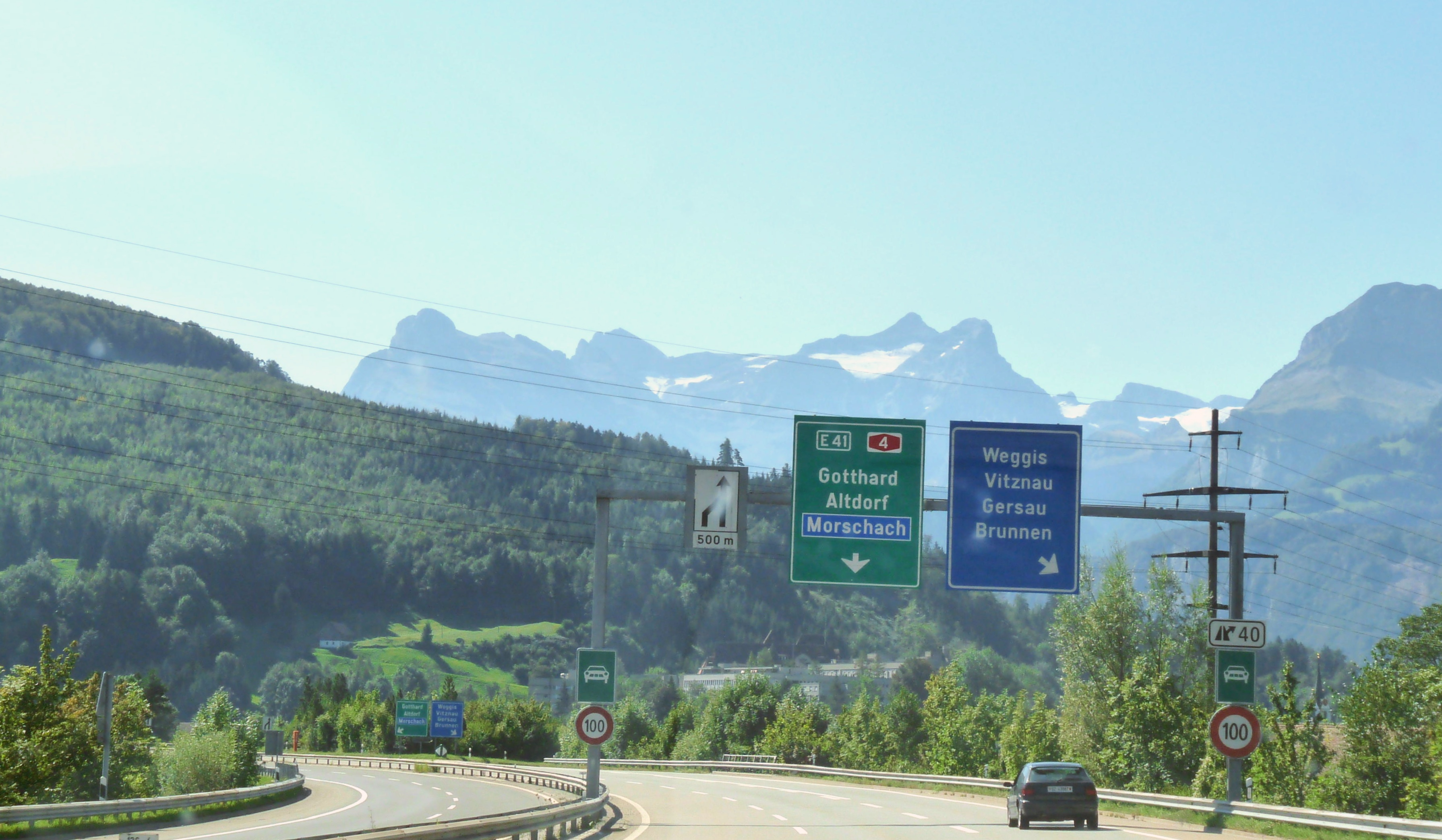
Het einde van de autosnelweg bij Brunnen

De A4 is een autosnelweg in Zwitserland, die loopt vanaf de grens met Duitsland via Schaffhausen, Winterthur, Zürich en Brunnen naar Flüelen. De E41 loopt met het traject van de A4 mee.
Tussen Winterthur en Zürich loopt de snelweg gezamenlijk met de A1. Vanaf Verzweigung Zürich Ost lopen de A4 en de A1 over de Noorderring van Zürich, naar Autobahnkreuz Limmattal. Tot 2009 eindigde de weg bij Birmensdorf op een kantonnale weg. November 2009 is het nieuwe tracé tussen Verzweigung Zürich West en Verzweigung Blegi geopend. Vanaf Blegi loopt de snelweg naar Brunnen-Nord en dan vervolgens als autoweg naar Brunnen-Süd. Vanaf Brunnen-Süd loopt de weg als Hauptstrasse naar Flüelen.

## Uitbreidingen

### Mini-snelweg Flurlingen Andelfingen

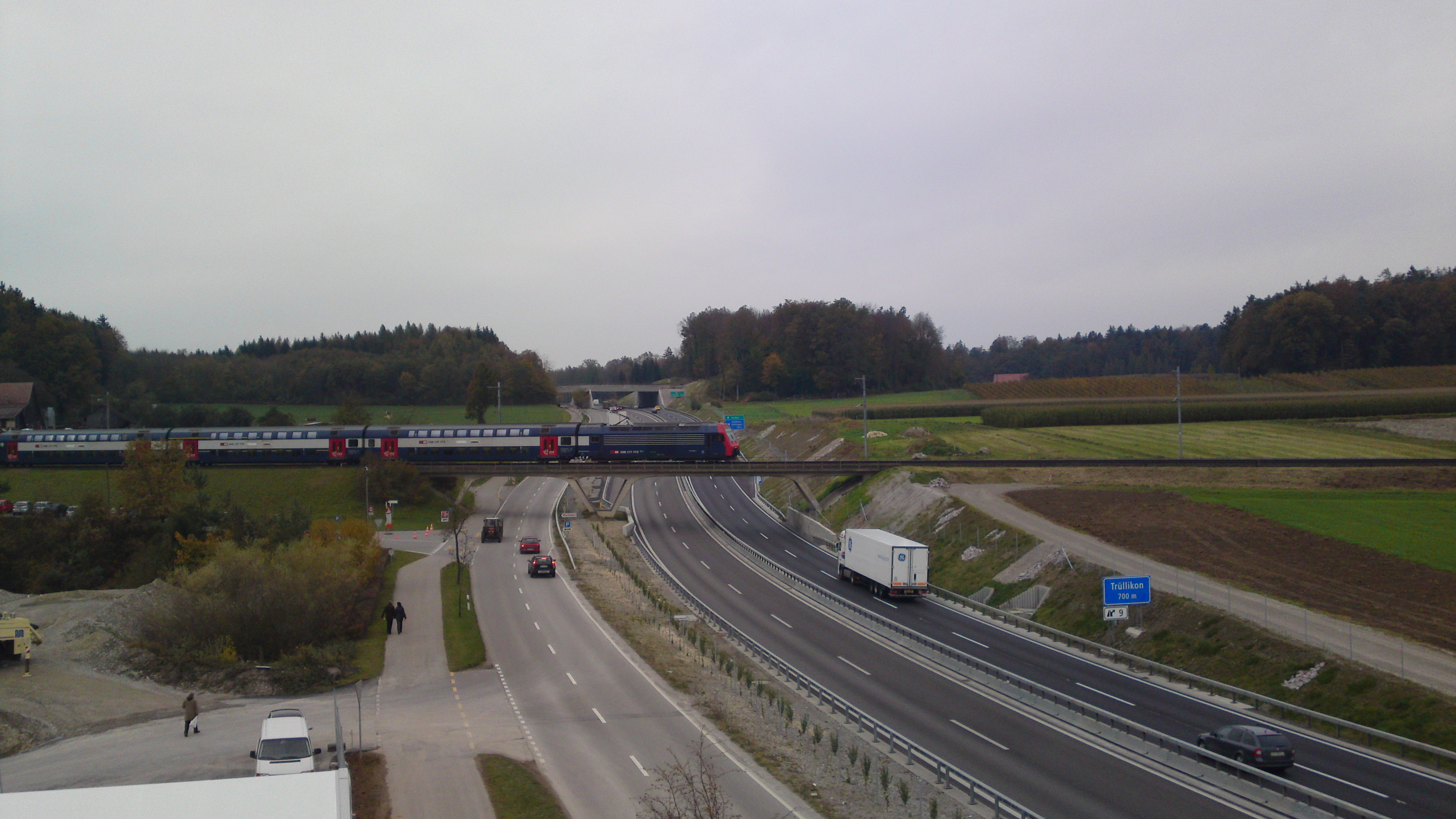
De mini-snelweg tussen Flurlingen en Kleinandelfingen

In 2006 startte het Zwitserse federale departement van Transport een project om de capaciteit van de nationale autoweg tussen Flurlingen Andelfingen te verhogen door het upgraden van de tweevaksbaan (2×1-profiel) tot een viervaksbaan (2×2-profiel). In de zomer van 2007 begonnen de werken aan de mini-snelweg. De verbrede weg werd opengesteld in oktober 2010.

### Galgenbucktunnel
Sinds februari 2011 wordt er tussen Schaffhausen en Neuhausen am Rheinfall gewerkt aan de Galgenbucktunnel. Deze moet de Hauptstrasse 13 verbinden met de A4 en een bypass vormen voor Neuhausen am Rheinfall. De tunnel werd al voorzien sinds 1970 in de structuurplanning. Ondertussen passeerden echter meer dan 25.000 voertuigen per dag door Neuhausen. De ingebruikname van de omleidingstunnel zou dit aantal moeten halveren. Vanuit Schaffhausen-Zuid stijgt de 1138 meter lange tunnel met een helling van 4,5 procent door de heuvel van de Galgenbuck. Bij Schaffhausen-Zuid krijgt de weg een ongelijkvloerse aansluiting op de A4. De bouw van de tunnel werd gestart in februari 2011 en zou afgewerkt moeten zijn tegen 2019.

### Noordelijke einde van de A4
In 2008 werd een nieuw federaal vervoersplan met grote wijzigingen voor het kanton Schaffhausen voorgelegd aan de kantonale raad. Hierbij zou het wegennet in het kanton aangepast worden aan de vereisten voor internationaal transitverkeer. Zo zou de A4 niet langer naar de Duitse grens bij Oberbargen gaan, maar over het traject van de oude J15 naar de Duitse grens bij Thayngen (en de Duitse A81) lopen. Hierbij zou de J15 omgebouwd worden naar een autosnelweg en zou de A4 tussen Andelfingen en de A1 bij Winterthur en Andelfingen omgebouwd worden tot viervaksbaan. Een overweldigende meerderheid van de kantonale raadsleden (69/69) en een kantonale volksraadpleging stonden positief tegenover dit voorstel. Aanvankelijk zou de hernummering van de A4 en de J15 ingaan op 1 januari 2010, maar uiteindelijk werd het plan werd niet uitgevoerd omdat de nodige verhoging van het tolvignet werd afgewezen in de federale volksraadpleging van 24 november 2013. Uiteindelijk is de hernummering in 2020 alsnog doorgevoerd. Het oude stuk tussen de Duitse grens bij Oberbargen en knooppunt Mutzentäli maakt deel uit van de autoweg H4.

### Mini-snelweg Andelfingen - Winterthur
Sinds 2014 zijn er plannen om de mini-snelweg naar het zuiden te verlengen tot de A1 bij Winterthur. De start van de bouwwerkzaamheden wordt niet verwacht vóór 2018.

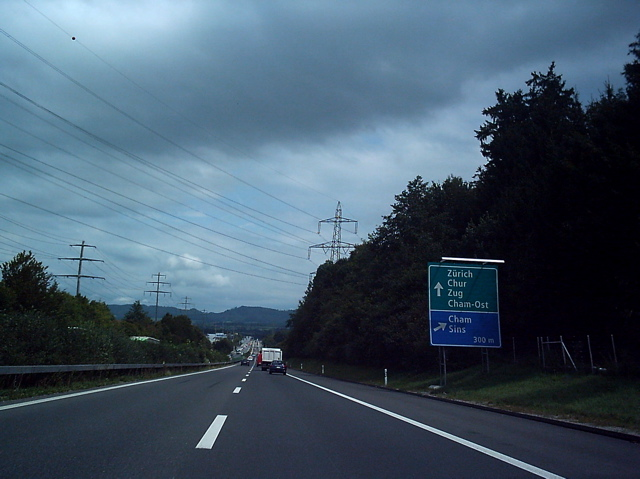
De A4 tussen Rotkreuz en Zug

### Tweede Cholfirsttunnel
Op lange termijn (2025-2030) wordt een verbreding van de Cholfirsttunnel en Rheinbrücke voorzien.